# آنچه من انجام داده‌ام
"آنچه من انجام داده‌ام"(به انگلیسی: What I've Done) یک ترانه از گروه راک آمریکایی لینکین پارک است. این ترانه به عنوان اولین تک‌آهنگ آلبوم دقایقی تا نیمه‌شب منتشر شد. اجرای این ترانه در میلتون کینز نامزد جایزه گرمی در بخش هارد راک شد.
این ترانه در آلبوم موسیقی متن فیلم تغییر شکل دهندگان قرار دارد و همچنین نسخه‌هایی از این آهنگ برای بازی‌های "گیتار هیرو: تور جهانی" و "گروه راگ ۳" تهیه شده‌است.

## موزیک ویدئو اصلی
ویدئوی اصلی این ترانه تکه‌هایی از اجرای گروه در صحرا همراه با صحنه‌هایی که مسائل مختلف جهانی را نشان می‌دهد ساخته شده‌است. مسائلی همچون آلودگی، گرم شدن جهانی، نژادپرستی، نازیسم، سازمان سری ضد سیاهپوستان امریکا، سقط جنین، گرسنگی، تروریسم، هولوکاست، جنگ هسته‌ای، نابودی جنگل‌ها، فقر، اعتیاد به مواد مخدر، چاقی، تخریب، افزایش قیمت بنزین و جنایت بشریت.
این ویدئو همچنین تصاویری از اشخاص معروف تاریخی مثل مادر ترزا، رابرت کندی، مهاتما گاندی، گوتاما بودا، مائو تسه تونگ، آبراهام لینکلن، فیدل کاسترو، جوزف استالین، آدولف هیتلر، صدام حسین و بنیتو موسولینی را نشان می‌دهد.
این ویدئو فقط یک جمله را دربردارد: قدرت مخرب انسان در مقابل زیبایی طبیعت.
وقتی برای اولین بار درامی رو که روی آن آرم LP است (تقریباً در ثانیهٔ سیزدهم) نشان داده می‌شود، آرم یک دایرهٔ کامل است که حروف L و P در آن نوشته شده. در هر زمان دیگری که آرم نشان داده می‌شود، دایره کامل نیست و توسط دو فضای خالی بالای "L" و زیر "P" "جدا شده‌است. این اولین بار در کلیپ‌های لینکین پارک تا به آن روز بود که لوگوی LP دیده شد.

## موزیک ویدئو دوم
ویدئوی دوم که منحصراً برای استرالیا ساخته شد، داستان زنی است با بازی "Emma Mullings" که در یک شرکت دارویی کار می‌کند و با کمک افرادی که سوئیت شرت با آرم لینکین پارک دارند موفق به جلوگیری از قاچاق نمونه‌های انسانی و افشای این توطئه می‌شود. این ویدئو را می‌توان در یوتیوب و وب سایت استرالیایی لینکین پارک مشاهده کرد.

## جوایز
نامزد جایزهٔ بهترین اجرای هارد راک از جشنواره گرمی در سال ۲۰۱۰
نامزد جایزهٔ بهترین کارگردانی و نامزد جایزهٔ بهترین ویرایش ویدئو از "ام تی وی ویدئو موزیک اواردز" در سال ۲۰۰۷
نامزد جایزهٔ بهترین ویدئوی راک و نامزد جایزهٔ بهترین ویدئو ساخته شده از تکه‌های فیلم از "ام تی وی ویدئو موزیک اواردز ژاپن" در سال ۲۰۰۸
نامزد جایزهٔ محبوب‌ترین موسیقی متن از "جشنوارهٔ جوایز به انتخاب مردم" در سال ۲۰۰۸
نامزد جایزهٔ بهترین ویدئو از "جشنواره جوایز Kerrang!" در سال 2007
نامزد جایزهٔ بهترین ترانهٔ راک انتخابی از "جشنواره جوایز Teen Choice" در سال 2007

## رتبه در جدول
| جدول ۲۰۰۷                                         | رتبه در جدول |
| ------------------------------------------------- | ------------ |
| جدول استرالیا                                     | ۱۳           |
| جدول تک‌آهنگهای استرالیا                           | ۸            |
| ۱۰۰ برتر کانادا                                   | ۳            |
| ۴۰ برتر هلند                                      | ۲۳           |
| ۱۰۰ برتر تک‌آهنگهای هلند                           | ۹            |
| دانلودهای فرانسه                                  | ۱۷           |
| تک آهنگ‌های برتر آلمان                             | ۴            |
| تک‌آهنگهای ایرلند                                  | ۷            |
| تک‌آهنگهای نیوزیلند                                | ۹            |
| تک‌آهنگهای نروژ                                    | ۱۲           |
| تک‌آهنگهای سوئد                                    | ۶            |
| تک‌آهنگهای سویس                                    | ۶            |
| تک‌آهنگهای انگلستان                                | ۶            |
| بیلبورد ۱۰۰ برتر آمریکا                           | ۷            |
| ۱۰۰ برتر بیلبورد آمریکا                           | ۲۷           |
| بیلبورد آمریکا: هات‌ترین آهنگ‌های دیجیتال           | ۴            |
| بیلبورد آمریکا: پاپ ۱۰۰                           | ۸            |
| بیلبورد آمریکا: ۴۰ برترین آهنگ‌های جریانی          | ۱۷           |
| بیلبورد آمریکا: ۴۰ تراک بالغ برتر                 | ۲۱           |
| بیلبورد آمریکا: هات‌ترین آهنگ جریانی               | ۱            |
| بیلبورد آمریکا: هات‌ترین آهنگ‌های راک               | ۱            |
| بیلبورد آمریکا: ۱۰۰ برتر سال ۲۰۰۷ (نتایج آخر سال) | ۳۸           |

## جدول سال پایانی
| جدول ۲۰۰۷            | رتبه |
| -------------------- | ---- |
| تک‌آهنگهای برتر آلمان | ۴۵   |

## گواهینامه‌ها
| کشور  | گواهینامه (در آستانه فروش) |
| ----- | -------------------------- |
| آلمان | طلا                        |
| ژاپن  | طلا                        |